# Fotboll för Buddha
Fotboll för Buddha (originaltitel: Phörpa) är en bhutanesisk film från 1999, i regi av Khyentse Norbu.

## Handling
En ung blivande munk, försakar bön och sömn för att se på fotbolls-VM.

## Rollista (i urval)
- Orgyen Tobgyal - Geko
- Neten Chokling - Lodo
- Jamyang Lodro - Orgyen
- Lama Chonjor - Abbot
- Godu Lama - Old Lama